# Isembola
Isembola é um gênero de traça pertencente à família Agonoxenidae.